# Aquila (nome)
Aquila  è un nome proprio di persona italiano maschile e femminile.

## Varianti in altre lingue
Maschili
- Catalano: Àquila[3]
- Ceco: Akvila
- Francese: Aquila
- Latino: Aquila[1][4]
- Polacco: Akwila
- Portoghese: Áquila
- Russo: Акила (Akila)
- Siciliano: Àcula
- Spagnolo: Áquila[3]

Femminili
- Latino: Aquila[1][4]

## Origine e diffusione

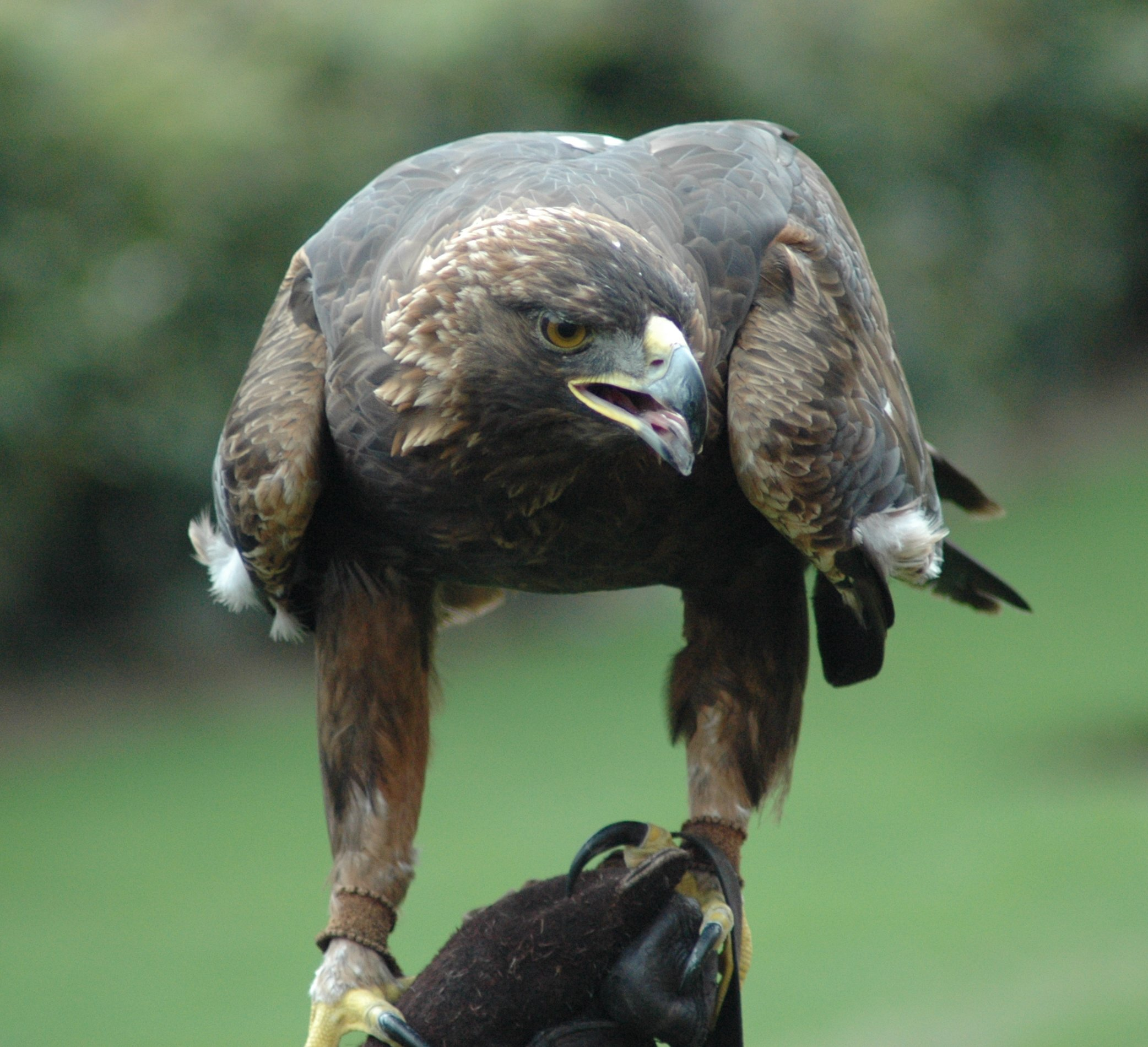
Esemplare di aquila reale

Nome di scarsissima diffusione, attestato sia al maschile che al femminile. Riprende il cognomen romano Aquila, indicante l'aquila, l'uccello rapace, ed è quindi affine per semantica ad Ezio, Ari e Arne. Etimologicamente, il termine aquila è la forma femminile di aquilus, reso generalmente come "[uccello] dal colore scuro"; alla stessa radice risale il nome Aquilino.
In epoca romana era piuttosto comune come nome maschile, ma comunque era ambigenere. Il nome è citato nel Nuovo Testamento, dove Aquila e Priscilla sono due sposi che ospitano Paolo a Corinto.

## Onomastico
L'onomastico si può festeggiare in memoria di diversi santi, nei giorni seguenti:
- 21 gennaio, santa Aquila, martire a Trebisonda sotto Diocleziano[8]
- 23 gennaio, santa Aquila, martire con il marito Severiano a Cesarea in Mauritania[3][8][9]
- 23 marzo, sant'Aquila di Cesarea, martire con Domezio, Eparchio, Pelagia e Teodosia a Cesarea marittima sotto Flavio Claudio Giuliano[8][9]
- 20 maggio, sant'Aquila di Nîmes, martire in Egitto sotto Massimino Daia[8]
- 8 luglio, sant'Aquila, venerato con la moglie Priscilla e con essa martire a Roma[8][9]
- 1º agosto, sant'Aquila, martire a Filadelfia[8]

## Persone

### Maschile
- Aquila di Sinope, letterato anatolico
- Aquila Romano, grammatico romano

## Il nome nelle arti
- Marcus Flavius Aquila, personaggio del romanzo e film The Eagle.